# نورت فورک (نوادا)
نورت فورک (به انگلیسی: North Fork) یک منطقهٔ مسکونی در ایالات متحده آمریکا است که در شهرستان ایلکو، نوادا واقع شده‌است. نورت فورک ۱٬۸۶۶٫۹۲ متر بالاتر از سطح دریا واقع شده‌است.